# Чемпионат мира по хоккею с шайбой 2028
Чемпионат мира по хоккею с шайбой 2028 — 91-й по счёту чемпионат мира по хоккею, который пройдёт ориентировочно с 12 по 28 мая 2028 года во Франции. Турнир примут два города, в третий раз столица Париж и впервые Лион. Об этом стало известно на конгрессе ИИХФ 24 мая 2024 года, проходившем в Праге.

## Предварительные заявки
Две страны официально подали заявку на проведение турнира: Германия и Норвегия. Однако после того как Германия получила право на Чемпионат мира по хоккею с шайбой 2027, она отказалась от своей заявки. В дальнейшем отказалась от борьбы и скандинавская страна, причина банальная; отсутствие средств.
Также подал заявку на проведение турнира Казахстан, который предложил два своих столичных города Астана и Алма-Ата. Казахстан неоднократно пытается получить право на главный турнир по хоккею, но постоянно проигрывает это право. Так в прошлый год он уступил это право Германии.
Кроме того, по сообщениям прессы, Великобритания совместно с Францией хотели также принять мировой чемпионат. Россия (которая не смогла принять чемпионат мира 2023 года) и Австрия (Вена) подготовили заявку на чемпионат 2028 года. Далее выяснилось, что австрийская и российская заявки не являются реальными. Британцы не готовы проводить мировой чемпионат совместно. Однако Франция предложила два своих города на этот турнир (Париж и Лион).

## Место проведения
В реалии к началу мая 2024 года осталось две страны кандидата — это Казахстан и Франция. Выборы прошли 24 мая 2024 года в Праге на мировом чемпионате 2024 года.
В середине мая 2024 года Казахстан отозвал заявку на проведение чемпионата мира в 2028 году.
В итоге Франция получила право провести турнир шестой раз в своей истории (с учётом олимпийских турниров).

## Города и стадионы
На конгрессе ИИХФ в Праге было определено, что матч пройдут в двух городах: Париже и Лионе. Ранее Аккор Арена в Париже уже принимала часть матчей Чемпионата мира 2017 года.
| Париж               | Париж Лион | Лион                |
| Аккор Арена         | Париж Лион | LDLC Arena          |
| Вместимость: 15,000 | Париж Лион | Вместимость: 12,500 |
| ------------------- | ---------- | ------------------- |

## Участники
| ? из Европы | Франция * + |  |
| ? из Северной Америки |             |  |
| ? из Азии |             |  |
| Примечание: * - 13 команд автоматически квалифицировались в высший дивизион по итогам ЧМ-2027 ^ - 2 команды перешли в высший дивизион по итогам первого дивизиона ЧМ-2027 + - страна-хозяйка |             |  |